# Stefano Guazzo
Stefano Guazzo (Casale Monferrato, 1530 – Pavia, 6 dicembre 1593) è stato uno scrittore e diplomatico italiano, teorico della «civil conversazione».

## Biografia

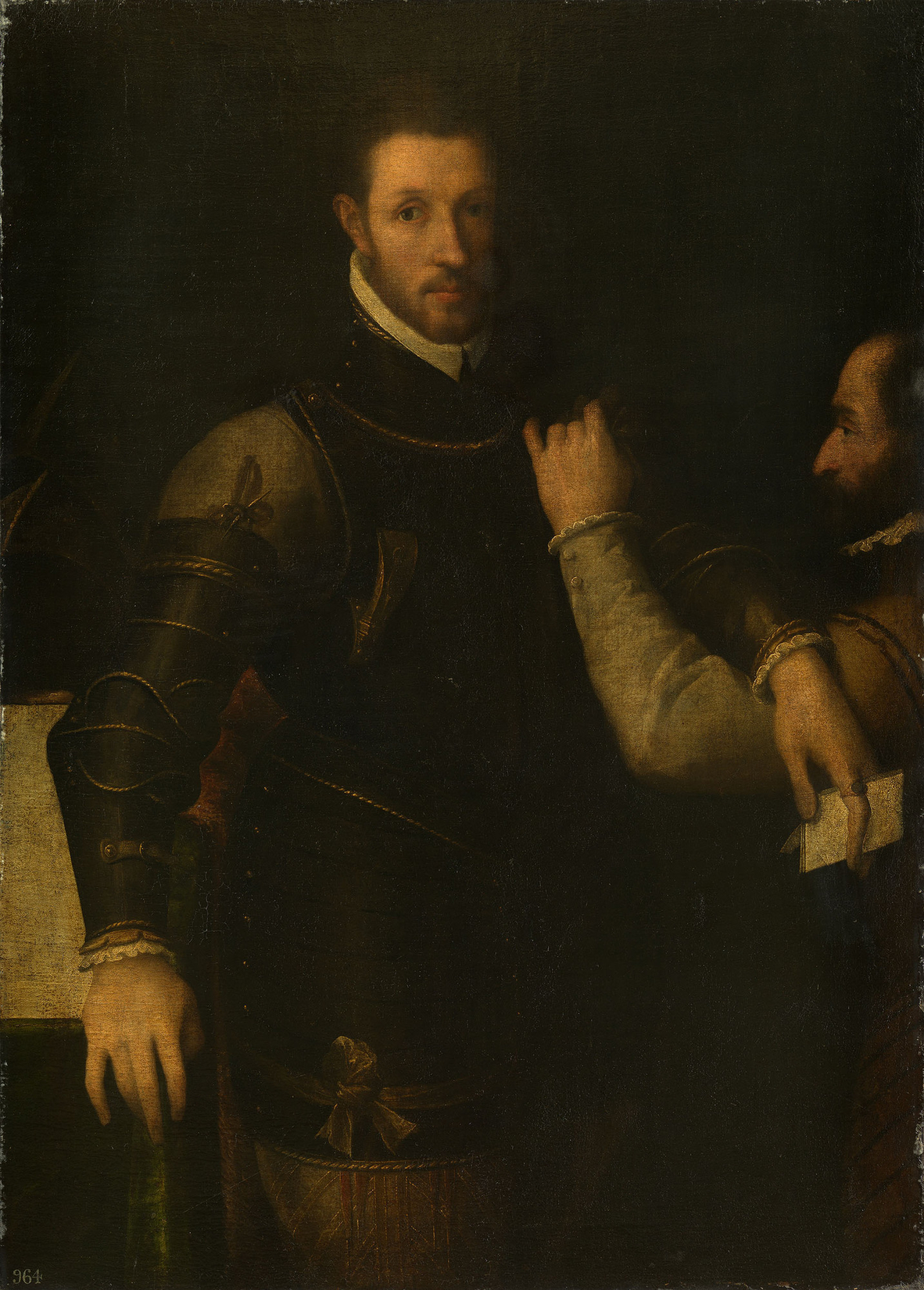
Ludovico Gonzaga-Nevers e un suo aiutante

Alcuni storici collocano la nascita di Guazzo a Trino, in vicinanza di Casale Monferrato. Figlio di Giovanni Guazzo, divenuto tesoriere dei Gonzaga per l'amministrazione di Casale allorché con il Trattato di Cateau-Cambrésis (1559) la signoria mantovana ottenne il Marchesato del Monferrato, Stefano Guazzo studiò a Pavia, dove frequentò i corsi dell'Alciati e divenne dottore in giurisprudenza. Nel 1554 accompagnò in Francia,in qualità di segretario Ludovico Gonzaga, futuro duca di Nevers; rimase in Francia sei anni. Il ritorno a Casale, nel 1561, coincise con la seconda reggenza di Margherita Paleologa, madre del duca Guglielmo Gonzaga minorenne; Guazzo svolse alcune missioni diplomatiche in Francia (nel 1563) e a Roma (nel 1566, per portare le congratulazioni al neoeletto papa Pio V). In questo periodo divenne membro di varie accademie a Mantova e a Casale. Insieme ad altri componenti, nel 1561 fondò l'Accademia degli Illustrati di Casale Monferrato e nel 1566 fu chiamato a pronunciare, dinanzi agli Accademici degli illustri, il discorso commemorativo per la morte di Margherita Paleologa. Guazzo è uno dei protagonisti dei dialoghi presenti nei trattati dello storico Gregorio Comanini.
Nel maggio 1566 il Guazzo sposò Francesca Da Ponte che morì nel 1575.  Nei primi anni Settanta si trasferì con la famiglia a Olivola dove trascorse la maggior parte del tempo fino alla morte, insieme con i figli Olimpia e Giovanni Antonio. Nel 1580 si sposò una seconda volta con una certa Bartolomea che morì sei anni dopo di peste. Morì a Pavia, dove si era trasferito per seguire gli studi del figlio Giovanni Antonio, e fu sepolto nella chiesa di S. Tommaso de' Predicatori.

## Opere
Fra i suoi scritti ritroviamo:

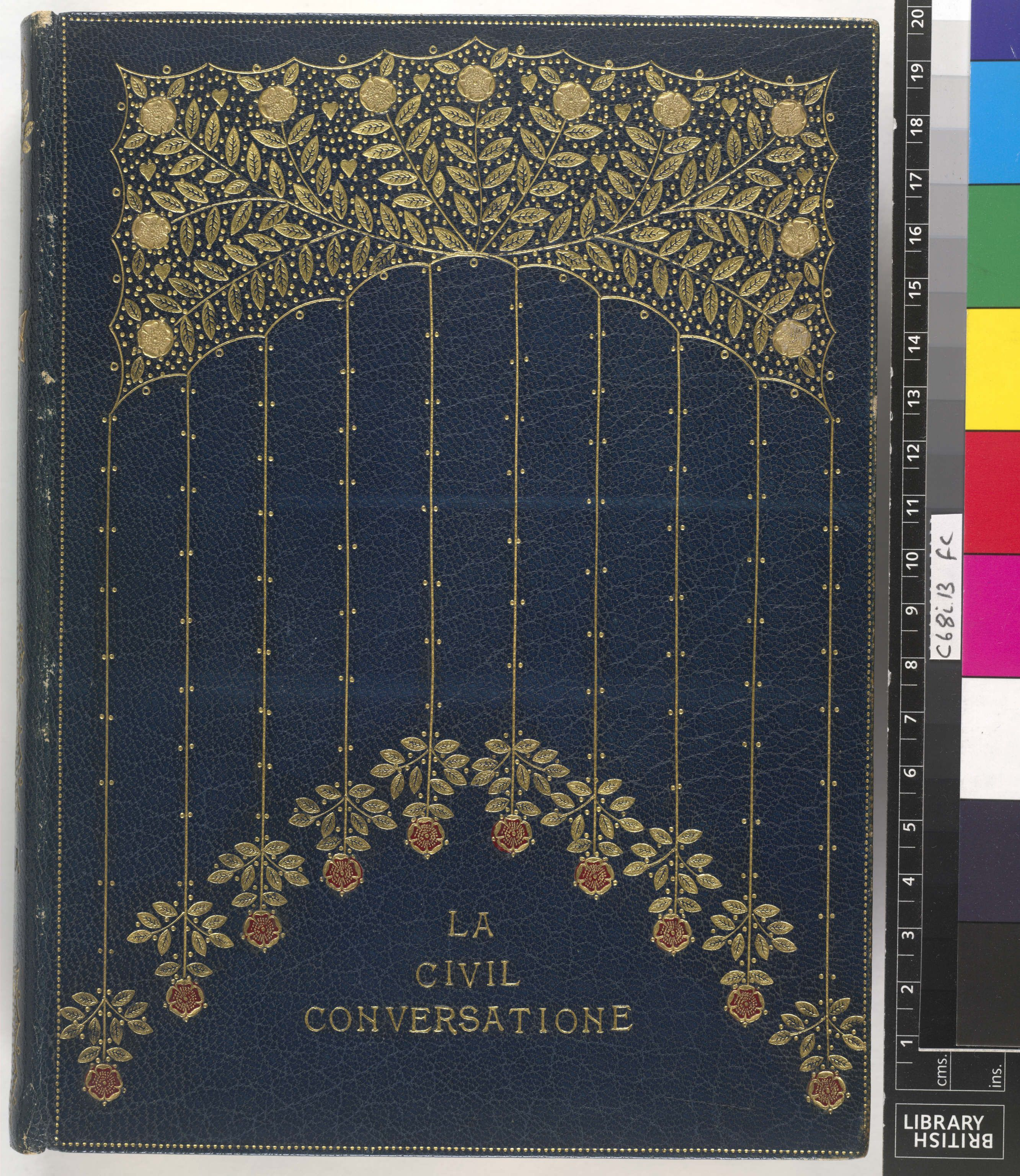
copertina de "La ciuil conuersatione del Sig. Stefano Guazzo"

- Oratione in morte di madama Margherita Paleologa duchessa di Mantova et marchesana del Monferrato. Di Stefano Guazzo suo secretario, Trino, G.F. Giolito, 1567.
- La civil conversazione (Bozzola, Brescia, 1574), trattato in quattro libri nel quale, in forma di dialogo tra due interlocutori (Annibale e il Cavaliere), si affrontano temi quali l'educazione e la vita familiare e sociale (online)
 Amedeo Quondam (a cura di), La civil conversazione, Roma, Bulzoni, 2010, ISBN 978-88-7870-450-3.
- Dialoghi piaceuoli (Bertano, Milano, 1586) (online)
 Angelo Pagliardini (a cura di), I dialoghi piacevoli di Stefano Guazzo : edizione critica e commento, Roma, Aracne, 2022, ISBN 9791259946805.
- Lettere del signor Stefano Guazzo gentilhuomo di Casale di Monferrato. Ordinate sotto i capi seguenti. Di raguagli. Di lode. Di raccommandatione. Di essortatione. Di ringratiamenti. Di congratulatione. Di scusa. Di consolatione. Di complimenti misti, 1ª ed., Vinegia, Barezzo Barezzi, 1590. (edizione del 1606)
- Scelta di rime (Comino Ventura, Bergamo, 1592)
- La ghirlanda della contessa Angela Maria Beccaria (postuma, Bartoli, Genova, 1595), raccolta di madrigali di altri autori dedicata a una nobildonna (online)